# تپه دو آوان ۴
تپه دو آوان ۴ مربوط به دوره ساسانیان است و در شهرستان چرداول، جاده سرابله به موشکان واقع شده و این اثر در تاریخ ۹ اردیبهشت ۱۳۸۲ با شمارهٔ ثبت ۸۴۷۳ به‌عنوان یکی از آثار ملی ایران به ثبت رسیده است.